# Дні і роки Миколи Батигіна
«Дні і роки Миколи Батигіна» («Дни и годы Николая Батыгина») — радянський п'ятисерійний телефільм 1987 року, знятий режисером Леонідом Пчолкіним на Творчому об'єднанні «Екран».

## Сюжет
Багатосерійний телефільм про важку долю майстра-склодува Миколи Батигіна. В одній із глухих губерній царської Росії живе сім'я Батигіних, голова якої – Разумей – справжній чарівник кришталевих справ. З вини господаря скляного заводу Пальцева талановитий майстер та його дружина гинуть, а їхній син Коля змушений йти на важку роботу на той самий завод. Після революції Микола Батигін стає найкращим майстром-склодувом. Він одружується з Катериною Пальцевою, у них народжуються син і дочка. У роки Великої Вітчизняної війни Катерина вмирає. Повернувшись із фронту на завод, Микола бореться за збереження традицій високої майстерності склодувів. Його запрошують працювати в оборонну промисловість. Минають роки. Син Батигіна стає директором скляного заводу, дочка працює у проектному бюро в Москві, а сам Батигін, пішовши на пенсію, як і раніше, передає свій досвід молодим робітникам.

## У ролях
- Вадим Спиридонов — Микола Батигін (озвучили В. Антоник та І. Єфімов)
- Валерій Баринов — Разумей
- Ольга Остроумова — Васьона
- Женя Пивоваров — Колюня
- Михайло Жигалов — Мішин
- Борис Плотников — Кочергін
- Андрій Гусєв — Вітя
- Олег Борисов — Пальцев
- Анастасія Вертинська — Ліза Пальцева
- Олександр Михайлов — Федір Орефін
- Юрій Дубровін — Свистунов
- Паул Буткевич — Артур Адамович Брум
- Дмитро Попов — справник
- Андрій Манке — касир
- Віра Глаголєва — Катерина
- Єлизавета Нікіщихіна — Манефа
- Яна Друзь — Таня
- Надія Бутирцева — Настасья
- Сергій Тихонов — Коля
- Катерина Григор'єва — Оля
- Олександр Сафронов — Валішевський
- Олена Фадєєва — Серафима Леонтьєвна
- Наталія Єгорова — Смородкіна
- Валентин Нікулін — художник
- Світлана Крючкова — Кудіниха
- Дальвін Щербаков — "Все вірно"
- Андрій Смоляков — Микола Батигін-молодший
- Марина Зудіна — Юлія
- Ольга Сіріна — Оля
- Ірина Гордіна — Люся
- Володимир Приходько — Михалич, містовий
- Віктор Мамаєв — промисловець
- Світлана Платонова — епізод
- Юрій Вєяліс — епізод
- Маріанна Кузнецова — тітка з папугою
- Валентин Пєчніков — епізод
- Наталія Радчикова — Катя
- Олександр Корженков — комсорг
- Віталій Максимов — епізод
- Ян Янакієв — Гуго Штайєр
- Ігор Чуриков — епізод
- Наталія Ченчик — бібліотекар
- Костя Атаманов — Коля
- Віктор Нестеров — епізод
- Микола Наркевич — демобілізований
- Микола Дупак — міністр
- Марія Зиміна — робоча
- Тетяна Орлова — робоча
- Микола Міхєєв — епізод
- Микола Холошин — епізод
- Дмитро Веліканов — епізод
- Тетяна Гусенкова — епізод
- Марина Гайзідорська — епізод
- Ю. Єрмаков — епізод
- Олена Плетньова — епізод
- Галина Струтинська — учениця
- Олена Старостіна — епізод
- Іван Давидов — учень
- Сергій Сапронов — епізод
- Євген Балашов — епізод
- Лариса Кічанова — епізод
- Іван Власов — офіцер
- Олег Хабалов — епізод
- Михайло Бочаров — учасник наради
- Віктор Сидоров — учасник наради
- Ірина Манухіна — стара
- Олена Астаф'єва — Вероніка

## Знімальна група
- Режисер — Леонід Пчолкін
- Сценарист — Анатолій Галієв
- Оператор — Володимир Трофімов
- Композитор — Юрій Буцько
- Художник — Юрій Углов